# シー・クリフ駅
シー・クリフ駅（シー・クリフえき、英: Sea Cliff）はニューヨーク州オイスターベイのニューヨーク州グレンコーブ市シー・クリフにあるロングアイランド鉄道のオイスターベイ支線の駅。
シー・クリフの街を通るシダー・スワンプ・ロードとグレン・コーブ・アベニューとを結ぶ道路である、シー・クリフ・アベニューに隣接する形で存在する。

## 歴史
1867年に建設され、1888年5月に4,000ドルを費やして改築された。1902年7月2日から1924年12月31日までは、2つの市街電車路線と繋がっていた。一方はナッソー郡鉄道が所有するシー・クリフ・ビレッジ・トロリー (Sea Cliff Village Trolley) であり、他方はオイスターベイ支線の線路用地に沿ってグレンコーブ中心部まで走っていたグレンコーブ鉄道であった。
1909年から1956年まで、駅には木製の跨線橋が存在した。駅の建設から約1世紀後、駅舎がアメリカ合衆国国家歴史登録財に登録された。また、駅舎は1997年にも改築を受けた。

## 駅構造
| 1 | ■オイスターベイ支線 | ニューヨーク方面 （グレンヘッド）         |
| 2 | ■オイスターベイ支線 | オイスターベイ方面 （グレン・ストリート） |

この駅は高床の単式ホームを2面有し、どちらも有効長は4両である。1番線に隣接する西側のプラットホームは通常南行きまたはニューヨーク行き列車が使用する。2番線に隣接する東側のプラットホームは通常北行きまたはオイスターベイ行き列車が使用する。オイスターベイ支線はこの場所では複線で、また分岐線が東側のプラットホームの東にある。その分岐線は現在は保線設備のために使用されているが、1970年代までは貨物用側線として使用されていた。この側線はかつてシー・クリフ・アベニューを横切ってSea Cliff Coal and Lumber社まで伸びており、現在も屋根付きの石炭車が残っている。